# Willy Tröger
Willy Tröger (Zwickau, 2 de octubre de 1928-Pirna, 30 de marzo de 2004) fue un futbolista alemán. Entre 1954 y 1959 disputó quince partidos con la Selección de fútbol de Alemania Democrática. Jugó como delantero centro, y anotó 114 goles en 237 encuentros de la DDR-Oberliga. Durante la década de 1950 fue uno de los jugadores más famosos de la República Democrática Alemana, y en la temporada 1954/55 fue el máximo anotador del campeonato con 22 goles. También disputó catorce partidos de Copa de Europa, donde anotó cinco goles.
Empezó a jugar como portero, pero debido a la explosión de una granada durante la Segunda Guerra Mundial, cuando Tröger contaba con dieciséis años, se lesionó la mano derecha, por lo que ya no pudo seguir jugando en esa posición. El entrenador Walter Fritzsch se lo llevó a jugar al Wismut Cainsdorf. Ambos se fueron, cuando Tröger tenía veintidós años, al BSG Wismut Aue a disputar la DDR-Oberliga. Allí ganó tres campeonatos de liga y una Copa de fútbol de la RDA. En aquella época era considerado la estrella de su equipo y de la selección nacional. Marcó dos goles en la primera victoria de la Selección de fútbol de Alemania Democrática, en un partido disputado en Bucarest ante Rumanía, que finalizó 2-3. Con su selección disputó quince partidos y anotó diez goles.
El 6 de octubre de 1956 disputó en el Zentralstadion Leipzig el encuentro entre el SC Wismut Karl-Marx-Stadt y el 1. FC Kaiserslautern, con resultado de 3-5. 
Falleció en Pirna el 30 de marzo de 2004 a la edad de 75 años. Padecía cáncer de estómago y había sido operado dos veces. El estadio del VfL Pirna-Copitz pasó a llamarse Willy-Tröger-Stadion en su honor.